# 米沢市
米沢市（よねざわし）は、山形県の置賜地方に位置する市。
置賜地方最大の都市で、人口は山形市・鶴岡市・酒田市に次いで県内4位。山形県置賜総合支庁の所在地で、上杉氏（米沢藩）の城下町として知られる。

## 地理
市域は南置賜郡の大半および東置賜郡の一部を加えた範囲に及ぶ。南部及び東部は広い山地に囲まれた盆地で、一般的には米沢盆地と呼ばれている。市南部は幾つもの川が刻まれ、尾根筋と谷筋が東西交互に並んだ複雑な地形である。明治時代まで米沢と会津を結ぶメインルートであった旧米沢街道は県境越えの桧原峠までの市内に船坂峠、綱木峠の2つの峠がある。南端の吾妻連峰一帯は磐梯朝日国立公園となっており、天元台スキー場がある。市街地は市の中北部にあり、最上川の西岸の米沢城址付近に集中している。
- 山：吾妻連峰（西吾妻山、東大嶺、家形山）、栂峰、兜山、斜平山（なでら山）、御成山（おなり山）

2013年（平成25年）撮影の米沢市中心部周辺の空中写真。市街地の東に最上川を挟んで米沢駅。市街地のほぼ中央に見える方形は米沢城（上杉神社）、その西北西に見える長方形の緑地は上杉家廟所である。城下町の街路形状が残る。同年8月28日撮影の27枚を合成作成。。

- 川：最上川（松川）、鬼面川

## 気候
寒暖の差が大きく気温の年較差、日較差が大きい顕著な大陸性気候である。降雪量が多く、周辺の自治体と同様に特別豪雪地帯に指定されている。
冬季は、-15℃前後の気温が観測されることが珍しくなく、近年でも2012年2月1日に-17.0℃、2013年2月12日に-16.7℃、2013年2月26日に-16.6℃、2018年1月15日に-16.3℃を観測している。
夏季は、35℃を超える猛暑日となることもあるが、1日の気温差が大きく、熱帯夜となることは稀である。
極値
| 要素     | 観測値 | 観測年月日    |
| -------- | ------ | ------------- |
| 最高気温 | 38.4℃  | 2025年7月26日 |
| 最低気温 | -18.2℃ | 1978年2月17日 |

| 米沢（1991年 - 2020年）の気候      | 米沢（1991年 - 2020年）の気候 | 米沢（1991年 - 2020年）の気候 | 米沢（1991年 - 2020年）の気候 | 米沢（1991年 - 2020年）の気候 | 米沢（1991年 - 2020年）の気候 | 米沢（1991年 - 2020年）の気候 | 米沢（1991年 - 2020年）の気候 | 米沢（1991年 - 2020年）の気候 | 米沢（1991年 - 2020年）の気候 | 米沢（1991年 - 2020年）の気候 | 米沢（1991年 - 2020年）の気候 | 米沢（1991年 - 2020年）の気候 | 米沢（1991年 - 2020年）の気候 |
| 月                                 | 1月                           | 2月                           | 3月                           | 4月                           | 5月                           | 6月                           | 7月                           | 8月                           | 9月                           | 10月                          | 11月                          | 12月                          | 年                            |
| ---------------------------------- | ----------------------------- | ----------------------------- | ----------------------------- | ----------------------------- | ----------------------------- | ----------------------------- | ----------------------------- | ----------------------------- | ----------------------------- | ----------------------------- | ----------------------------- | ----------------------------- | ----------------------------- |
| 最高気温記録 °C （°F）             | 13.6 (56.5)                   | 17.5 (63.5)                   | 22.8 (73)                     | 29.9 (85.8)                   | 34.7 (94.5)                   | 34.7 (94.5)                   | 38.4 (101.1)                  | 37.7 (99.9)                   | 36.8 (98.2)                   | 29.6 (85.3)                   | 24.6 (76.3)                   | 17.8 (64)                     | 38.4 (101.1)                  |
| 平均最高気温 °C （°F）             | 2.6 (36.7)                    | 3.5 (38.3)                    | 7.6 (45.7)                    | 15.5 (59.9)                   | 22.0 (71.6)                   | 25.3 (77.5)                   | 28.4 (83.1)                   | 29.9 (85.8)                   | 25.4 (77.7)                   | 19.1 (66.4)                   | 12.2 (54)                     | 5.5 (41.9)                    | 16.4 (61.5)                   |
| 日平均気温 °C （°F）               | −0.8 (30.6)                   | −0.5 (31.1)                   | 2.7 (36.9)                    | 9.3 (48.7)                    | 15.6 (60.1)                   | 19.8 (67.6)                   | 23.4 (74.1)                   | 24.5 (76.1)                   | 20.1 (68.2)                   | 13.5 (56.3)                   | 7.1 (44.8)                    | 1.7 (35.1)                    | 11.4 (52.5)                   |
| 平均最低気温 °C （°F）             | −4.4 (24.1)                   | −4.6 (23.7)                   | −1.7 (28.9)                   | 3.5 (38.3)                    | 9.7 (49.5)                    | 15.0 (59)                     | 19.4 (66.9)                   | 20.2 (68.4)                   | 15.9 (60.6)                   | 9.0 (48.2)                    | 2.7 (36.9)                    | −1.7 (28.9)                   | 6.9 (44.4)                    |
| 最低気温記録 °C （°F）             | −17.3 (0.9)                   | −18.2 (−0.8)                  | −12.6 (9.3)                   | −5.3 (22.5)                   | 0.6 (33.1)                    | 6.9 (44.4)                    | 7.0 (44.6)                    | 11.4 (52.5)                   | 5.3 (41.5)                    | −1.0 (30.2)                   | −7.9 (17.8)                   | −14.4 (6.1)                   | −18.2 (−0.8)                  |
| 降水量 mm （inch）                 | 159.5 (6.28)                  | 101.8 (4.008)                 | 85.5 (3.366)                  | 67.4 (2.654)                  | 71.1 (2.799)                  | 114.0 (4.488)                 | 177.9 (7.004)                 | 151.4 (5.961)                 | 128.2 (5.047)                 | 117.7 (4.634)                 | 105.0 (4.134)                 | 158.2 (6.228)                 | 1,444.6 (56.874)              |
| 降雪量 cm （inch）                 | 267 (105.1)                   | 196 (77.2)                    | 103 (40.6)                    | 8 (3.1)                       | 0 (0)                         | 0 (0)                         | 0 (0)                         | 0 (0)                         | 0 (0)                         | 0 (0)                         | 7 (2.8)                       | 146 (57.5)                    | 711 (279.9)                   |
| 平均降水日数 （≥1.0 mm）           | 21.6                          | 17.3                          | 15.2                          | 11.1                          | 9.6                           | 10.5                          | 14.3                          | 11.3                          | 11.2                          | 11.0                          | 14.8                          | 19.6                          | 168.0                         |
| 平均月間日照時間                   | 61.5                          | 87.1                          | 144.5                         | 179.9                         | 202.2                         | 165.3                         | 145.7                         | 182.6                         | 139.6                         | 129.8                         | 96.9                          | 64.9                          | 1,595.8                       |
| 出典1：Japan Meteorological Agency |                               |                               |                               |                               |                               |                               |                               |                               |                               |                               |                               |                               |                               |
| 出典2：気象庁                      |                               |                               |                               |                               |                               |                               |                               |                               |                               |                               |                               |                               |                               |

## 歴史
旧出羽国南部にあり、鎌倉時代は長井氏の領地、室町時代初期から伊達氏の領地となった。戦国時代（天文の乱の後）に伊達氏の本拠地となる。「独眼竜」こと伊達政宗は米沢城で生まれ、豊臣政権下で岩出山城（現在の宮城県大崎市）へ移封となるまで米沢を支配した。
関ヶ原の戦いで西軍が敗れた結果、会津地方を支配していた上杉景勝は徳川家康に降伏し、減封のうえ北隣の米沢へ移された（「上杉景勝#会津征伐」参照）。以後、江戸時代から明治の廃藩置県までは米沢藩上杉氏の城下町となった。上杉氏の旧本拠地春日山城があった上越市（新潟県西部）との関係が深い。豊臣政権下で上杉景勝が福島城下を領地にしていたことや、江戸時代に年貢米や物資の運搬のため米沢藩米蔵が福島城下に多く立ち並んでいたことから福島市との関係も深い。

### 年表
- 1871年（明治14年）8月29日：廃藩置県により、米沢が置賜県の県庁所在地となる。
- 1876年（明治19年）8月21日：置賜県が山形県に編入され、以後は山形県に属する。
- 1889年（明治22年）4月1日：市制を施行する。日本で最初に市制を施行した31市の中の一つである。
- 1899年（明治32年）5月15日：奥羽本線米沢駅が開業する。
- 1908年（明治41年）9月3日：市章を制定する[3]。
- 1917年（大正6年）5月22日：市内で大火。死者11人、2300戸が焼失[4]。
- 1957年（昭和32年）4月30日：「米沢市民歌」を制定。
- 1976年（昭和51年）：財政再建団体の指定を受ける。1980年（昭和55年）解除。
- 1988年（昭和63年）3月2日：八谷鉱山が閉山する。

### 行政区域の変遷
- 1889年（明治22年）4月1日 - 市制の施行により、南置賜郡米沢城下のうち123町[5]と、花沢村、福田村、外ノ内村および館山村、口田沢村、吹屋敷村、赤芝村、塩野村、片子村、三沢村、赤崩村、笹野村、遠山村の各一部の区域をもって成立。米沢城下の残部6町[6]は南原村の一部となる。
- 1953年（昭和28年）8月1日 - 南置賜郡上長井村を編入。
- 1954年（昭和29年）
  - 10月1日 - 南置賜郡塩井村、広幡村、万世村、六郷村を編入。
  - 11月1日 - 南置賜郡窪田村、三沢村を編入。
- 1955年（昭和30年）
  - 1月1日 - 南置賜郡山上村を編入。
  - 2月1日 - 東置賜郡上郷村を編入。
  - 4月1日 - 南置賜郡南原村を編入。
- 1998年（平成10年）1月6日 - 東置賜郡高畠町と境界変更。
- 2007年（平成19年）1月25日 - 東置賜郡高畠町と境界変更。

明治22年4月1日の米沢市合併（館山村、口田沢村、吹屋敷村、赤芝村、塩野村、片子村、三沢村、赤崩村、笹野村、遠山村）の分については割愛する。
| 江戸時代以前 | 幕末 - 明治11年    | 所 属 郡    | 明治11年 置賜郡分割 | 明治11年 - 明治22年 | 明治11年 - 明治22年 | 明治22年 4月1日 町村制施行 | 明治22年 - 昭和24年 | 昭和25年 - 現在              | 現在   |
| ------------ | ------------------ | ----------- | ------------------- | ------------------- | ------------------- | -------------------------- | ------------------- | ---------------------------- | ------ |
| 李山村       | 李山村             | 南 置 賜 郡 | 李山村              | 李山村              | 李山村              | 南原村                     | 南原村              | 昭和30年4月1日 米沢市に編入  | 米沢市 |
| 綱木村       | 綱木村             | 南 置 賜 郡 | 綱木村              | 綱木村              | 綱木村              | 南原村                     | 南原村              | 昭和30年4月1日 米沢市に編入  | 米沢市 |
| 立石村       | 立石村             | 南 置 賜 郡 | 立石村              | 立石村              | 立石村              | 南原村                     | 南原村              | 昭和30年4月1日 米沢市に編入  | 米沢市 |
| 米沢城下各町 | 米沢城下各町       | 南 置 賜 郡 | 米沢城下各町        | 米沢城下各町        | 6町                 | 南原村                     | 南原村              | 昭和30年4月1日 米沢市に編入  | 米沢市 |
| 米沢城下各町 | 米沢城下各町       | 南 置 賜 郡 | 米沢城下各町        | 米沢城下各町        | 123町               | 米沢市                     | 米沢市              | 米沢市                       | 米沢市 |
| 外ノ内村     | 外ノ内村           | 南 置 賜 郡 | 外ノ内村            | 外ノ内村            | 外ノ内村            | 米沢市                     | 米沢市              | 米沢市                       | 米沢市 |
| 福田村       | 福田村             | 南 置 賜 郡 | 福田村              | 福田村              | 福田村              | 米沢市                     | 米沢市              | 米沢市                       | 米沢市 |
| 花沢村       | 花沢村             | 南 置 賜 郡 | 花沢村              | 花沢村              | 花沢村              | 米沢市                     | 米沢市              | 米沢市                       | 米沢市 |
| 塩野村       | 塩野村             | 南 置 賜 郡 | 塩野村              | 塩野村              | 塩野村              | 塩井村                     | 塩井村              | 昭和29年10月1日 米沢市に編入 | 米沢市 |
| 宮井村       | 宮井村             | 南 置 賜 郡 | 宮井村              | 宮井村              | 大部分              | 塩井村                     | 塩井村              | 昭和29年10月1日 米沢市に編入 | 米沢市 |
| 宮井村       | 宮井村             | 南 置 賜 郡 | 宮井村              | 宮井村              | 一部                | 南置賜郡 窪田村            | 窪田村              | 昭和29年11月1日 米沢市に編入 | 米沢市 |
| 中田村       | 中田村             | 南 置 賜 郡 | 中田村              | 中田村              | 中田村              | 南置賜郡 窪田村            | 窪田村              | 昭和29年11月1日 米沢市に編入 | 米沢市 |
| 小瀬村       | 小瀬村             | 南 置 賜 郡 | 小瀬村              | 小瀬村              | 小瀬村              | 南置賜郡 窪田村            | 窪田村              | 昭和29年11月1日 米沢市に編入 | 米沢市 |
| 藤泉村       | 藤泉村             | 南 置 賜 郡 | 藤泉村              | 藤泉村              | 藤泉村              | 南置賜郡 窪田村            | 窪田村              | 昭和29年11月1日 米沢市に編入 | 米沢市 |
| 東江股村     | 東江股村           | 南 置 賜 郡 | 東江股村            | 東江股村            | 東江股村            | 南置賜郡 窪田村            | 窪田村              | 昭和29年11月1日 米沢市に編入 | 米沢市 |
| 矢野目村     | 矢野目村           | 南 置 賜 郡 | 矢野目村            | 矢野目村            | 矢野目村            | 南置賜郡 窪田村            | 窪田村              | 昭和29年11月1日 米沢市に編入 | 米沢市 |
| 窪田村       | 窪田村             | 東 置 賜 郡 | 窪田村              | 窪田村              | 窪田村              | 南置賜郡 窪田村            | 窪田村              | 昭和29年11月1日 米沢市に編入 | 米沢市 |
| 川井村       | 川井村             | 東 置 賜 郡 | 川井村              | 川井村              | 川井村              | 上郷村                     | 上郷村              | 昭和30年2月1日 米沢市に編入  | 米沢市 |
| 木和田村     | 木和田村           | 東 置 賜 郡 | 木和田村            | 木和田村            | 木和田村            | 上郷村                     | 上郷村              | 昭和30年2月1日 米沢市に編入  | 米沢市 |
| 竹井村       | 竹井村             | 東 置 賜 郡 | 竹井村              | 竹井村              | 竹井村              | 上郷村                     | 上郷村              | 昭和30年2月1日 米沢市に編入  | 米沢市 |
| 長手村       | 長手村             | 東 置 賜 郡 | 長手村              | 長手村              | 長手村              | 上郷村                     | 上郷村              | 昭和30年2月1日 米沢市に編入  | 米沢市 |
| 上新田村     | 上新田村           | 東 置 賜 郡 | 上新田村            | 上新田村            | 上新田村            | 上郷村                     | 上郷村              | 昭和30年2月1日 米沢市に編入  | 米沢市 |
| 下新田村     | 下新田村           | 東 置 賜 郡 | 下新田村            | 下新田村            | 下新田村            | 上郷村                     | 上郷村              | 昭和30年2月1日 米沢市に編入  | 米沢市 |
| 浅川村       | 浅川村             | 東 置 賜 郡 | 浅川村              | 浅川村              | 浅川村              | 上郷村                     | 上郷村              | 昭和30年2月1日 米沢市に編入  | 米沢市 |
| 金谷村       | 金谷村             | 東 置 賜 郡 | 金谷村              | 金谷村              | 金谷村              | 南置賜郡 万世村            | 万世村              | 昭和29年10月1日 米沢市に編入 | 米沢市 |
| 梓山村       | 梓山村             | 南 置 賜 郡 | 梓山村              | 梓山村              | 梓山村              | 南置賜郡 万世村            | 万世村              | 昭和29年10月1日 米沢市に編入 | 米沢市 |
| 桑山村       | 桑山村             | 南 置 賜 郡 | 桑山村              | 桑山村              | 桑山村              | 南置賜郡 万世村            | 万世村              | 昭和29年10月1日 米沢市に編入 | 米沢市 |
| 堂森村       | 堂森村             | 南 置 賜 郡 | 堂森村              | 堂森村              | 堂森村              | 南置賜郡 万世村            | 万世村              | 昭和29年10月1日 米沢市に編入 | 米沢市 |
| 山上村       | 山上村             | 南 置 賜 郡 | 山上村              | 明治15年 片子村     | 明治15年 片子村     | 南置賜郡 万世村            | 万世村              | 昭和29年10月1日 米沢市に編入 | 米沢市 |
| 山上村       | 山上村             | 南 置 賜 郡 | 山上村              | 明治15年 三沢村     | 明治15年 三沢村     | 山上村                     | 山上村              | 昭和30年1月1日 米沢市に編入  | 米沢市 |
| 山上村       | 幕末 分立 大小屋村 | 南 置 賜 郡 | 大小屋村            | 大小屋村            | 大小屋村            | 山上村                     | 山上村              | 昭和30年1月1日 米沢市に編入  | 米沢市 |
| 山上村       | 幕末 分立 大沢村   | 南 置 賜 郡 | 大沢村              | 大沢村              | 大沢村              | 山上村                     | 山上村              | 昭和30年1月1日 米沢市に編入  | 米沢市 |
| 山上村       | 幕末 分立 板谷村   | 南 置 賜 郡 | 板谷村              | 板谷村              | 板谷村              | 山上村                     | 山上村              | 昭和30年1月1日 米沢市に編入  | 米沢市 |
| 山上村       | 山上村             | 南 置 賜 郡 | 山上村              | 明治15年 関根村     | 明治15年 関根村     | 山上村                     | 山上村              | 昭和30年1月1日 米沢市に編入  | 米沢市 |
| 山上村       | 山上村             | 南 置 賜 郡 | 山上村              | 明治15年 赤崩村     | 大部分              | 山上村                     | 山上村              | 昭和30年1月1日 米沢市に編入  | 米沢市 |
| 山上村       | 山上村             | 南 置 賜 郡 | 山上村              | 明治15年 赤崩村     | 一部                | 南原村                     | 南原村              | 昭和30年4月1日 米沢市に編入  | 米沢市 |
| 山上村       | 幕末 分立 大平村   | 南 置 賜 郡 | 大平村              | 大平村              | 大平村              | 南原村                     | 南原村              | 昭和30年4月1日 米沢市に編入  | 米沢市 |
| 関町         | 関町               | 南 置 賜 郡 | 関町                | 関町                | 関町                | 南原村                     | 南原村              | 昭和30年4月1日 米沢市に編入  | 米沢市 |
| 関村         | 関村               | 南 置 賜 郡 | 関村                | 関村                | 関村                | 南原村                     | 南原村              | 昭和30年4月1日 米沢市に編入  | 米沢市 |
| 笹野村       | 笹野村             | 南 置 賜 郡 | 笹野村              | 笹野村              | 一部                | 南原村                     | 南原村              | 昭和30年4月1日 米沢市に編入  | 米沢市 |
| 笹野村       | 笹野村             | 南 置 賜 郡 | 笹野村              | 笹野村              | 一部                | 上長井村                   | 上長井村            | 昭和28年4月1日 米沢市に編入  | 米沢市 |
| 古志田村     | 古志田村           | 南 置 賜 郡 | 古志田村            | 古志田村            | 古志田村            | 上長井村                   | 上長井村            | 昭和28年4月1日 米沢市に編入  | 米沢市 |
| 遠山村       | 遠山村             | 南 置 賜 郡 | 遠山村              | 明治14年 遠山村     | 明治14年 遠山村     | 上長井村                   | 上長井村            | 昭和28年4月1日 米沢市に編入  | 米沢市 |
| 屋地村       | 屋地村             | 南 置 賜 郡 | 屋地村              | 明治14年 遠山村     | 明治14年 遠山村     | 上長井村                   | 上長井村            | 昭和28年4月1日 米沢市に編入  | 米沢市 |
| 赤芝村       | 赤芝村             | 南 置 賜 郡 | 赤芝村              | 赤芝村              | 赤芝村              | 三沢村                     | 三沢村              | 昭和29年11月1日 米沢市に編入 | 米沢市 |
| 吹屋敷村     | 吹屋敷村           | 南 置 賜 郡 | 吹屋敷村            | 吹屋敷村            | 吹屋敷村            | 三沢村                     | 三沢村              | 昭和29年11月1日 米沢市に編入 | 米沢市 |
| 小野川村     | 小野川村           | 南 置 賜 郡 | 小野川村            | 小野川村            | 小野川村            | 三沢村                     | 三沢村              | 昭和29年11月1日 米沢市に編入 | 米沢市 |
| 簗沢村       | 簗沢村             | 南 置 賜 郡 | 簗沢村              | 簗沢村              | 簗沢村              | 三沢村                     | 三沢村              | 昭和29年11月1日 米沢市に編入 | 米沢市 |
| 口田沢村     | 口田沢村           | 南 置 賜 郡 | 口田沢村            | 口田沢村            | 口田沢村            | 三沢村                     | 三沢村              | 昭和29年11月1日 米沢市に編入 | 米沢市 |
| 入田沢村     | 入田沢村           | 南 置 賜 郡 | 入田沢村            | 入田沢村            | 入田沢村            | 三沢村                     | 三沢村              | 昭和29年11月1日 米沢市に編入 | 米沢市 |
| 神原村       | 神原村             | 南 置 賜 郡 | 神原村              | 神原村              | 神原村              | 三沢村                     | 三沢村              | 昭和29年11月1日 米沢市に編入 | 米沢市 |
| 館山村       | 館山村             | 南 置 賜 郡 | 館山村              | 館山村              | 館山村              | 三沢村                     | 三沢村              | 昭和29年11月1日 米沢市に編入 | 米沢市 |
| 成島村       | 成島村             | 南 置 賜 郡 | 成島村              | 成島村              | 一部                | 三沢村                     | 三沢村              | 昭和29年11月1日 米沢市に編入 | 米沢市 |
| 成島村       | 成島村             | 南 置 賜 郡 | 成島村              | 成島村              | 大部分              | 広幡村                     | 広幡村              | 昭和29年10月1日 米沢市に編入 | 米沢市 |
| 小山田村     | 小山田村           | 南 置 賜 郡 | 小山田村            | 小山田村            | 小山田村            | 広幡村                     | 広幡村              | 昭和29年10月1日 米沢市に編入 | 米沢市 |
| 上小菅村     | 上小菅村           | 南 置 賜 郡 | 上小菅村            | 上小菅村            | 上小菅村            | 広幡村                     | 広幡村              | 昭和29年10月1日 米沢市に編入 | 米沢市 |
| 下小菅村     | 下小菅村           | 南 置 賜 郡 | 下小菅村            | 下小菅村            | 下小菅村            | 広幡村                     | 広幡村              | 昭和29年10月1日 米沢市に編入 | 米沢市 |
| 西藤泉村     | 西藤泉村           | 南 置 賜 郡 | 西藤泉村            | 西藤泉村            | 西藤泉村            | 六郷村                     | 六郷村              | 昭和29年10月1日 米沢市に編入 | 米沢市 |
| 一漆村       | 一漆村             | 南 置 賜 郡 | 一漆村              | 一漆村              | 一漆村              | 六郷村                     | 六郷村              | 昭和29年10月1日 米沢市に編入 | 米沢市 |
| 轟村         | 轟村               | 南 置 賜 郡 | 轟村                | 轟村                | 轟村                | 六郷村                     | 六郷村              | 昭和29年10月1日 米沢市に編入 | 米沢市 |
| 西江股村     | 西江股村           | 南 置 賜 郡 | 西江股村            | 西江股村            | 西江股村            | 六郷村                     | 六郷村              | 昭和29年10月1日 米沢市に編入 | 米沢市 |
| 桐原村       | 桐原村             | 南 置 賜 郡 | 桐原村              | 桐原村              | 桐原村              | 六郷村                     | 六郷村              | 昭和29年10月1日 米沢市に編入 | 米沢市 |
| 長橋村       | 長橋村             | 南 置 賜 郡 | 長橋村              | 長橋村              | 長橋村              | 六郷村                     | 六郷村              | 昭和29年10月1日 米沢市に編入 | 米沢市 |

## 人口

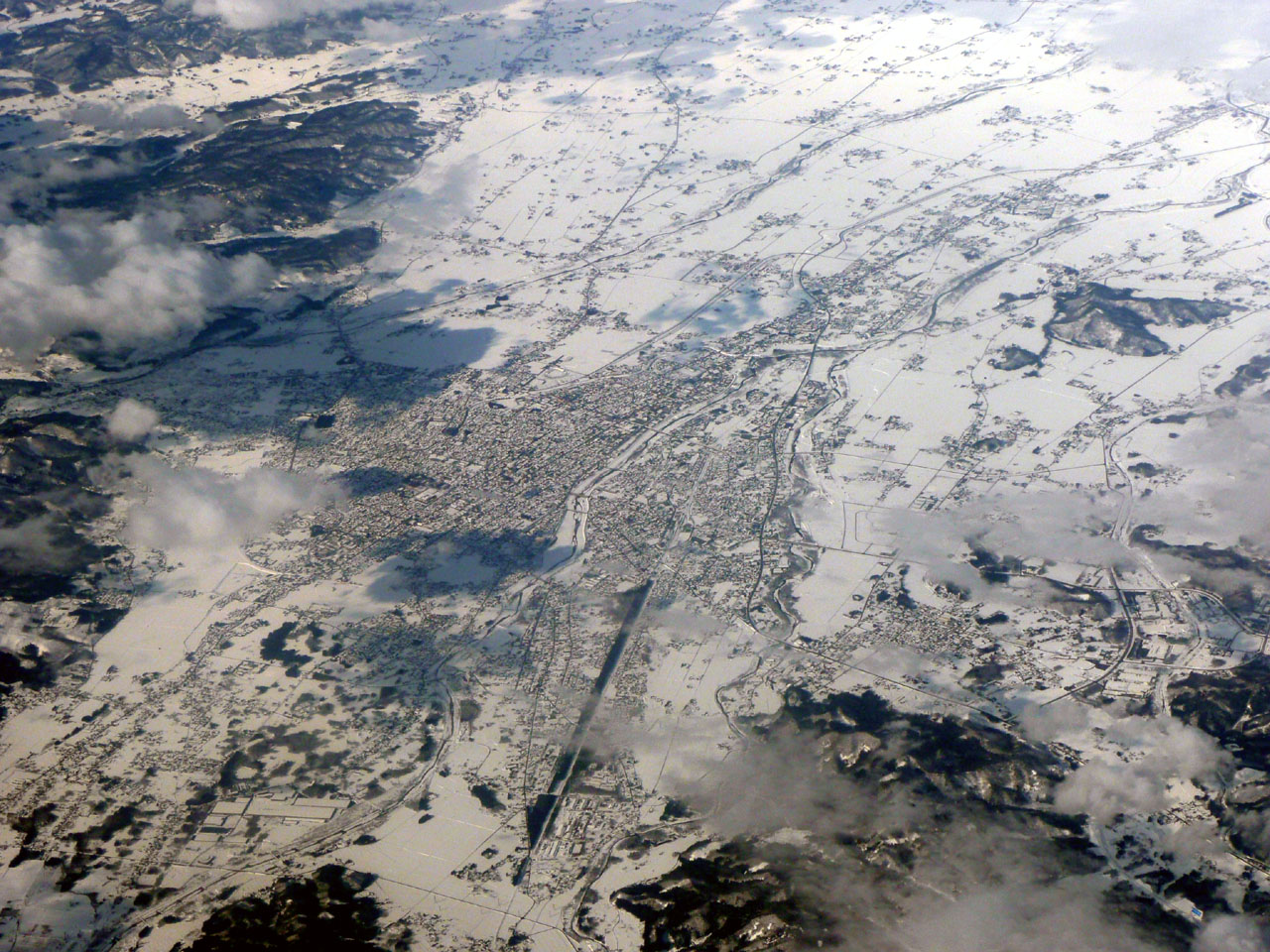
米沢盆地南部米沢市街周辺空撮

- 置賜地方で最多の人口を擁している。

| |                                        |  |
| 米沢市と全国の年齢別人口分布（2005年） | 米沢市の年齢・男女別人口分布（2005年） |  |
| ■紫色 ― 米沢市 ■緑色 ― 日本全国 | ■青色 ― 男性 ■赤色 ― 女性              |  |
| 米沢市（に相当する地域）の人口の推移 \| 1970年（昭和45年） \| 92,764人 \| \| \| 1975年（昭和50年） \| 91,974人 \| \| \| 1980年（昭和55年） \| 92,823人 \| \| \| 1985年（昭和60年） \| 93,721人 \| \| \| 1990年（平成2年） \| 94,760人 \| \| \| 1995年（平成7年） \| 95,592人 \| \| \| 2000年（平成12年） \| 95,396人 \| \| \| 2005年（平成17年） \| 93,178人 \| \| \| 2010年（平成22年） \| 89,401人 \| \| \| 2015年（平成27年） \| 85,953人 \| \| \| 2020年（令和2年） \| 81,252人 \| \| |                                        |  |
| 総務省統計局 国勢調査より |                                        |  |
| 1970年（昭和45年） | 92,764人                               |  |
| 1975年（昭和50年） | 91,974人                               |  |
| 1980年（昭和55年） | 92,823人                               |  |
| 1985年（昭和60年） | 93,721人                               |  |
| 1990年（平成2年） | 94,760人                               |  |
| 1995年（平成7年） | 95,592人                               |  |
| 2000年（平成12年） | 95,396人                               |  |
| 2005年（平成17年） | 93,178人                               |  |
| 2010年（平成22年） | 89,401人                               |  |
| 2015年（平成27年） | 85,953人                               |  |
| 2020年（令和2年） | 81,252人                               |  |

## 行政

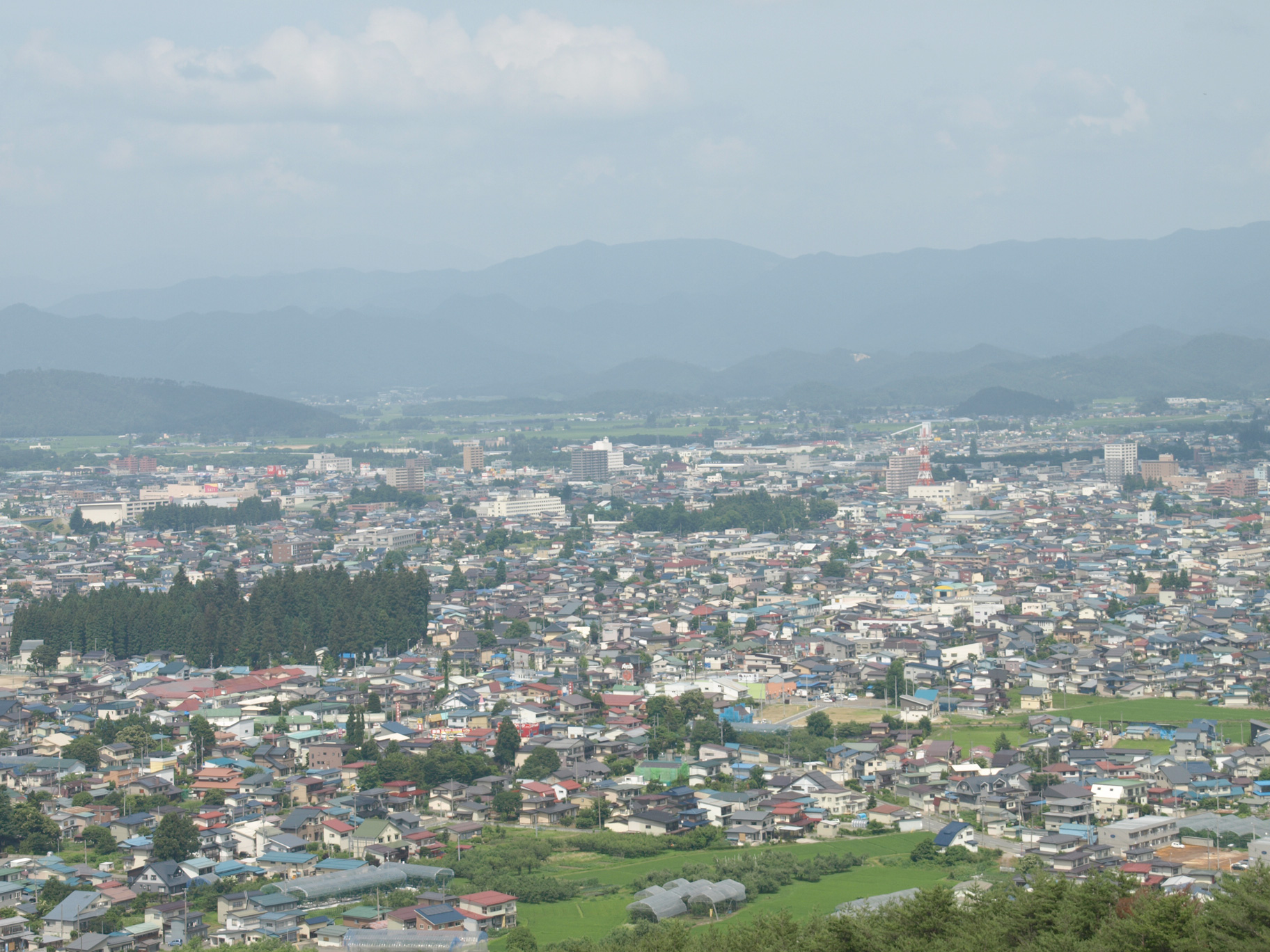
市中央部。中央上部の白い建屋が(旧)市役所

### 市長
| 代           | 氏名         | 就任日                     | 退任日                     | 備考         |
| 官選米沢市長 | 官選米沢市長 | 官選米沢市長               | 官選米沢市長               | 官選米沢市長 |
| ------------ | ------------ | -------------------------- | -------------------------- | ------------ |
| 1 - 2        | 大滝龍蔵     | 1889年（明治22年）7月5日   | 1899年（明治32年）7月30日  |              |
| 3            | 大滝新十郎   | 1899年（明治32年）9月9日   | 1902年（明治35年）6月18日  |              |
| 4            | 平田駒太郎   | 1902年（明治35年）7月22日  | 1905年（明治38年）2月3日   |              |
| 5 - 6        | 二村忠誠     | 1905年（明治38年）2月3日   | 1912年（明治45年）1月20日  |              |
| 7            | 酒井寛助     | 1912年（明治45年）4月23日  | 1914年（大正3年）3月13日   |              |
| 8            | 深沢忠蔵     | 1914年（大正3年）4月16日   | 1918年（大正7年）4月15日   |              |
| 9            | 宇佐美駿太郎 | 1918年（大正7年）5月13日   | 1920年（大正9年）6月25日   |              |
| 10           | 永井秀蔵     | 1920年（大正9年）11月24日  | 1924年（大正13年）11月23日 |              |
| 11           | 深沢忠蔵     | 1925年（大正14年）3月5日   | 1929年（昭和4年）3月4日    |              |
| 12 - 16      | 登坂又蔵     | 1929年（昭和4年）3月16日   | 1944年（昭和19年）3月4日   | 在任中に死去 |
| 17           | 宇佐美辰五郎 | 1944年（昭和19年）5月2日   | 1946年（昭和21年）11月16日 |              |
| 公選米沢市長 |              |                            |                            |              |
| 18           | 岡村武雄     | 1947年（昭和22年）4月6日   | 1948年（昭和23年）7月7日   |              |
| 19 - 20      | 高橋広吉     | 1948年（昭和23年）8月5日   | 1955年（昭和30年）12月3日  | 在任中に死去 |
| 21 - 25      | 吉池慶太郎   | 1956年（昭和31年）1月27日  | 1975年（昭和50年）12月20日 |              |
| 26 - 27      | 長俊英       | 1975年（昭和50年）12月22日 | 1983年（昭和58年）12月21日 |              |
| 28 - 32      | 高橋幸翁     | 1983年（昭和58年）12月22日 | 2003年（平成15年）12月21日 |              |
| 33 - 35      | 安部三十郎   | 2003年（平成15年）12月22日 | 2015年（平成27年）12月21日 |              |
| 36−37        | 中川勝       | 2015年（平成27年）12月22日 | 2023年（令和5年）12月21日  |              |
| 38           | 近藤洋介     | 2023年（令和5年）12月22日  |                            |              |

### 警察
- 山形県警察
  - 米沢警察署（川西町も管轄地域）

### 消防
- 置賜広域行政事務組合消防本部
- 米沢市消防団

### 紋章
米沢市の「米」の字を図案化し、末広で構成したものである。制定は文献によっては1919年（大正8年）5月19日の米沢大火で米沢市役所を全焼し、文書等を類焼したために不詳であったが、『都市の紋章:一名・自治体の徽章』では1908年（明治41年）9月3日に一般公募によって制定されたとされている。

## 議会

### 市議会
→詳細は「米沢市議会」を参照

## 経済・産業
江戸時代から続く産業として、繊維産業が盛んで、米沢織（米織）とよばれる。米沢紬と呼ばれる紬も、周辺地域と合わせて生産される。明治時代には、米沢高等工業学校が置かれ、大正時代には、同学校教授秦逸三によって帝国人造絹絲株式会社（帝人の前身）が興った。後に、工場用地、用水の問題から米沢工場は廃止されている。1949年（昭和24年）、米沢高等工業学校は山形大学工学部と改組されるが、工学部は米沢キャンパスとして現在も米沢に拠点を置いている。

### 第一次産業
リンゴ（林檎）、米沢牛、食用の鯉を「米沢の味ABC」としてPRしている（下記参照）。伝統野菜として雪菜が栽培されている。雪国で冬でも育つ野菜として、米沢藩主上杉鷹山が栽培を奨励したと伝わる。

#### 米沢味のABC
米沢の特産品をわかりやすく宣伝するために考案された。
- A - 舘山林檎 (Apple) ：寒暖差の大きいこの地に良く合い、濃縮されたような甘酸っぱさが特徴である。品種は主に「ふじ」が有名。
- B - 米沢牛 (Beef) ：日本三大和牛の一つ。その発祥と主な生産地は隣町の飯豊町。
- C - 米沢鯉 (Carp) ：たんぱく質不足を補うため上杉鷹山が飼育を始めた。

### 第二次産業、第三次産業
工業出荷額は7331億円（2006年、経済産業省工業統計）で、東北地方4位（郡山市、いわき市、仙台市に次ぐ）。
観光業については後述。

### 主要企業

#### 本社が米沢市
- フジクラ電装
- タカハタ電子
- 丸定
- ニューメディア

#### 米沢市に工場・事業所が所在
- NECパーソナルコンピュータ
- SUMCO
- サクサ
- 鷺宮製作所
- ルネサスエレクトロニクス
- マクセルフロンティア

### 金融機関
米沢市に本店・支店・出張所等の窓口を置く預貯金取扱金融機関は以下のとおり（2021年12月現在）。
| 金融機関種別   | 金融機関名称                      |
| -------------- | --------------------------------- |
| 地方銀行       | 山形銀行（3）、荘内銀行、東邦銀行 |
| 第二地方銀行   | きらやか銀行（2）                 |
| 信用金庫       | 米沢信用金庫（8）                 |
| 労働金庫       | 東北労働金庫                      |
| 政府系金融機関 | 日本政策金融公庫                  |
| 信用組合       | 山形第一信用組合 (2)              |
| 農協           | 山形おきたま農業協同組合（3）     |

括弧内は窓口事務所数（事務所数1の場合は省略） 山形銀行、荘内銀行、きらやか銀行のブランチインブランチは除く。
- 米沢市の指定金融機関は山形銀行である。

## 郵便
- 日本郵便
  - 米沢郵便局（集配局）
  - 関根郵便局（集配局）
  - 万世郵便局（集配局）
  - 南原郵便局（集配局）
  - 板谷郵便局
  - 米沢春日郵便局
  - 小野川郵便局
  - 米沢中央七郵便局
  - 米沢六郷郵便局
  - 米沢城南郵便局
  - 上郷郵便局
  - 米沢大門郵便局
  - 窪田郵便局
  - 口田沢郵便局
  - 米沢松が岬郵便局
  - 米沢舘山郵便局
  - 米沢駅前郵便局
  - 米沢通町郵便局
  - 米沢花沢郵便局
  - 米沢御廟郵便局
  - 米沢城西郵便局
  - 米沢丸の内郵便局
  - 関簡易郵便局

## 姉妹都市・提携都市

### 国内
- 高鍋町（宮崎県 児湯郡）
1981年（昭和56年）4月27日姉妹都市提携。米沢藩9代目藩主上杉鷹山が高鍋藩主秋月家の出身であったことから。
- 上越市（新潟県）
1981年（昭和56年）10月7日姉妹都市提携。上杉謙信の出生地。
- 南魚沼市（新潟県、旧六日町と締結）
1986年（昭和61年）9月1日歴史親善友好都市提携。米沢藩初代藩主の上杉景勝と重臣直江兼続の出生地。
- 沖縄市（沖縄県）
1994年（平成6年）4月1日姉妹都市提携。米沢藩最後の藩主上杉茂憲が第2代沖縄県令。
- 東海市（愛知県）
2000年（平成12年）10月20日姉妹都市提携。上杉鷹山の師である細井平洲の出生地。
- 西尾市（愛知県）
2013年（平成25年）12月15日友好都市提携。上杉家と吉良家とがそれぞれのお家存続を図るため「三重の縁」という縁戚であったことから。

参考: 姉妹都市の位置（米沢市サイト内）

### 海外
- タウバテ市（ブラジル連邦共和国 サンパウロ州）
1974年（昭和49年）1月28日姉妹都市提携。
- モーゼスレイク市（アメリカ合衆国 ワシントン州）
1981年（昭和56年）5月1日姉妹都市提携。

## 学校
米沢藩の藩校として1697年に設置された興譲館は、現在の山形県立米沢興譲館高等学校として伝統を受け継いでいる。上杉家歴代の中でも家祖謙信と中興の祖鷹山は特に顕彰され、全小学校の講堂（体育館）には参考画像と同じ肖像画を掲げ、教育が行われる。また、山形大学の工学部は、1910年（明治43年）設立の米沢高等工業学校を前身とする。

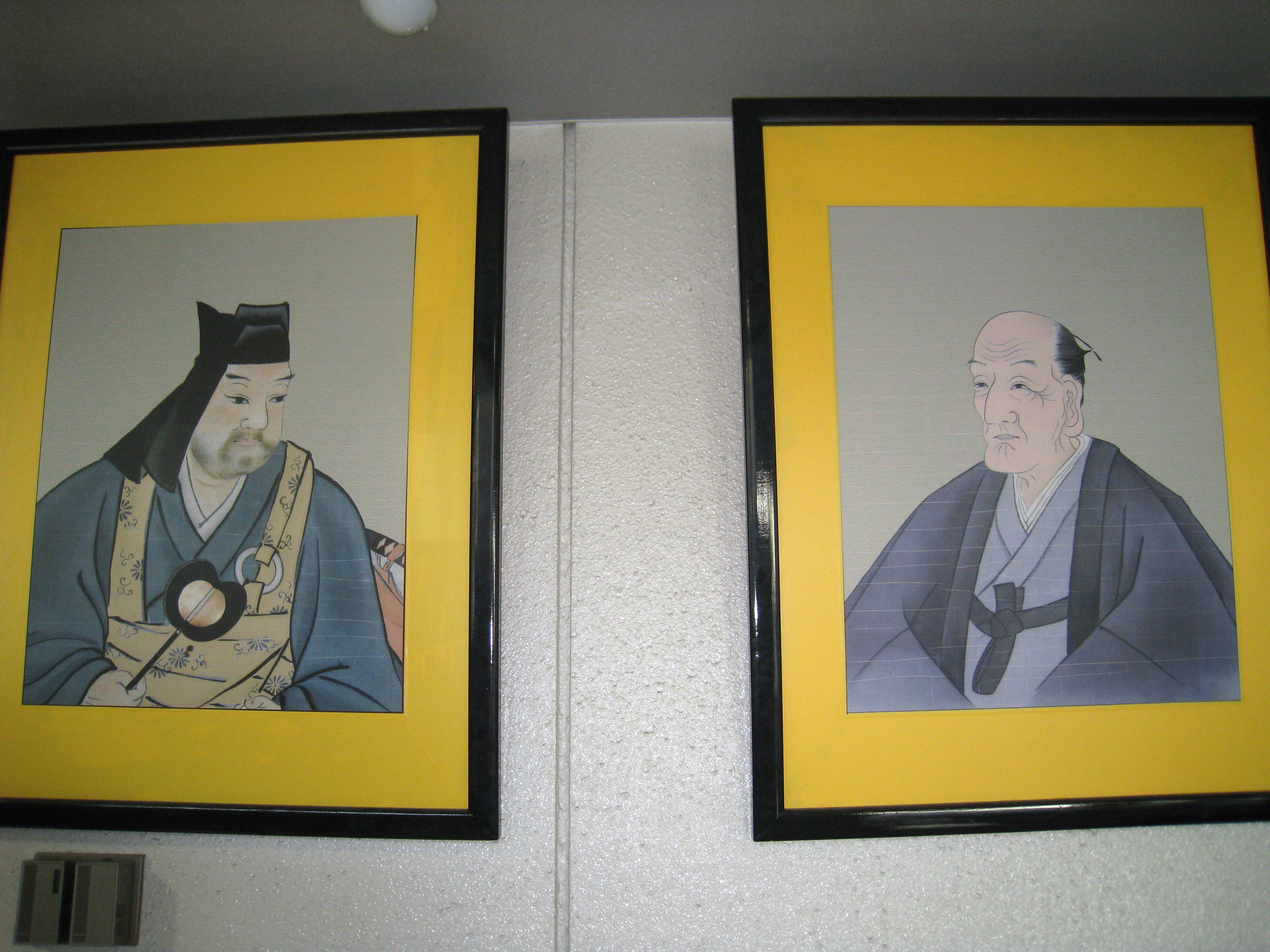
上杉謙信、鷹山の肖像画（米沢市文化センター）

大学・短期大学
- 山形大学米沢キャンパス（工学部）
- 山形県立米沢栄養大学
- 山形県立米沢女子短期大学

### 高等学校
- 山形県立米沢鶴城高等学校
- 山形県立米沢興譲館高等学校
- 山形県立米沢東高等学校
- 九里学園高等学校
- 米沢中央高等学校

### 中学校
- 米沢市立第一中学校
- 米沢市立第二中学校
- 米沢市立第三中学校
- 米沢市立第四中学校
- 米沢市立第六中学校
- 米沢市立第七中学校

### 小学校
- 米沢市立南部小学校
- 米沢市立北部小学校
- 米沢市立愛宕小学校
- 米沢市立上郷小学校
- 米沢市立窪田小学校
- 米沢市立興譲小学校
- 米沢市立塩井小学校
- 米沢市立東部小学校
- 米沢市立南原小学校
- 米沢市立広幡小学校
- 米沢市立松川小学校
- 米沢市立六郷小学校
- 米沢市立万世小学校
- 米沢市立西部小学校

## 交通

### 鉄道
東日本旅客鉄道（JR東日本）
- 山形新幹線
  - 米沢駅
- 奥羽本線（山形線）
  - 板谷駅 - 峠駅 - 大沢駅 - 関根駅 - 米沢駅 - 置賜駅
- 米坂線
  - 米沢駅 - 南米沢駅 - 西米沢駅 - 成島駅

### バス
- 高速バス
  - 高速路線バス
    - レインボー号（東京 - 山形）：東北急行バス
    - ドリーム山形／米沢・新宿号（東京ディズニーランド・バスタ新宿 - 米沢駅・山形駅）・ドリーム山形／米沢・東京号（東京駅 - 米沢駅・山形駅）
    - 仙台 - 米沢線：山交バス・JRバス東北
- 一般路線バス
  - 山交バス
  - 米沢市市民バス

### 道路
高速道路
- E13 東北中央道
  - (8)米沢八幡原IC - (9)米沢中央IC - (10)米沢北IC - 米沢北TB

一般国道
- 国道13号（山形市方面、福島市方面）
- 国道121号（喜多方市・会津若松市方面）
- 国道287号（長井市・寒河江市方面）

都道府県道
- 山形県道1号米沢高畠線
- 山形県道・福島県道2号米沢猪苗代線
- 山形県道3号米沢南陽白鷹線
- 山形県道4号米沢飯豊線
- 山形県道6号米沢停車場線

### 空港
- 米沢ヘリポート

※定期航空便は発着しない。旅客の利用が可能な最寄りの空港は山形空港。山形空港をはじめとする空港と米沢市内を直結する公共交通はない。

## 観光
観光客誘致に力を入れており、米沢出身または縁がある著名人に「おしょうしな観光大使」を委嘱している（「おしょうしな」は「ありがとう」を意味する米沢方言）。
- ご当地ソング ：『これぞ天下の上杉節』（門脇陸男）
- マスコットキャラクター：かねたん(直江兼続がモチーフ)
- ローカルヒーロー：YOZAN戦士アズマンジャー(戦隊ヒーロー。米沢の特産品「米沢の味ABC」[11]がモチーフ。

### 祭事
- 米沢上杉まつり（4月29日 - 5月3日）
- 上杉雪灯篭まつり（毎年2月の第2土曜日とその翌日）
- 塩野毘沙門堂祭礼（毎年8月17 - 18日）
- 米沢牛肉まつり（毎年夏季）

### 名所・観光地・遺跡・史跡
- 松が岬公園（米沢城址）
  - 上杉神社
  - 稽照殿
  - 松岬神社
  - 春日神社
- 上杉伯爵邸
- 餐霞館遺跡（鷹山隠居後の住居）
- 上杉家廟所
- 林泉寺
- 西蓮寺
- 堂森善光寺
- 塩野毘沙門堂
- 普門院（国の史跡「上杉治憲敬師郊迎跡」）
- 白子神社（市内最古の神社）
- 成島八幡神社
- 米沢市上杉博物館（伝国の杜）
  - 国宝『上杉本洛中洛外図屏風』
  - 国宝上杉家文書
- 旧米沢高等工業学校本館

- 米沢織物歴史資料館
- 米沢市営野球場（皆川球場）
- 米沢市営陸上競技場
- 米沢市営人工芝サッカーフィールド
- 米沢温泉郷

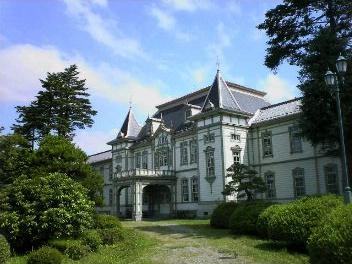
旧米沢高等工業学校本館
現山形大学工学部

  - 白布温泉（中屋旅館、東屋旅館、西屋旅館など）
  - 小野川温泉
  - 新高湯温泉
  - 五色温泉
  - 滑川温泉
  - 姥湯温泉
  - 大平温泉
  - 湯の沢温泉
  - 笠松温泉
- 天元台高原スキー場

- 栗子国際スキー場
- 米沢スキー場
- 小野川温泉スキー場

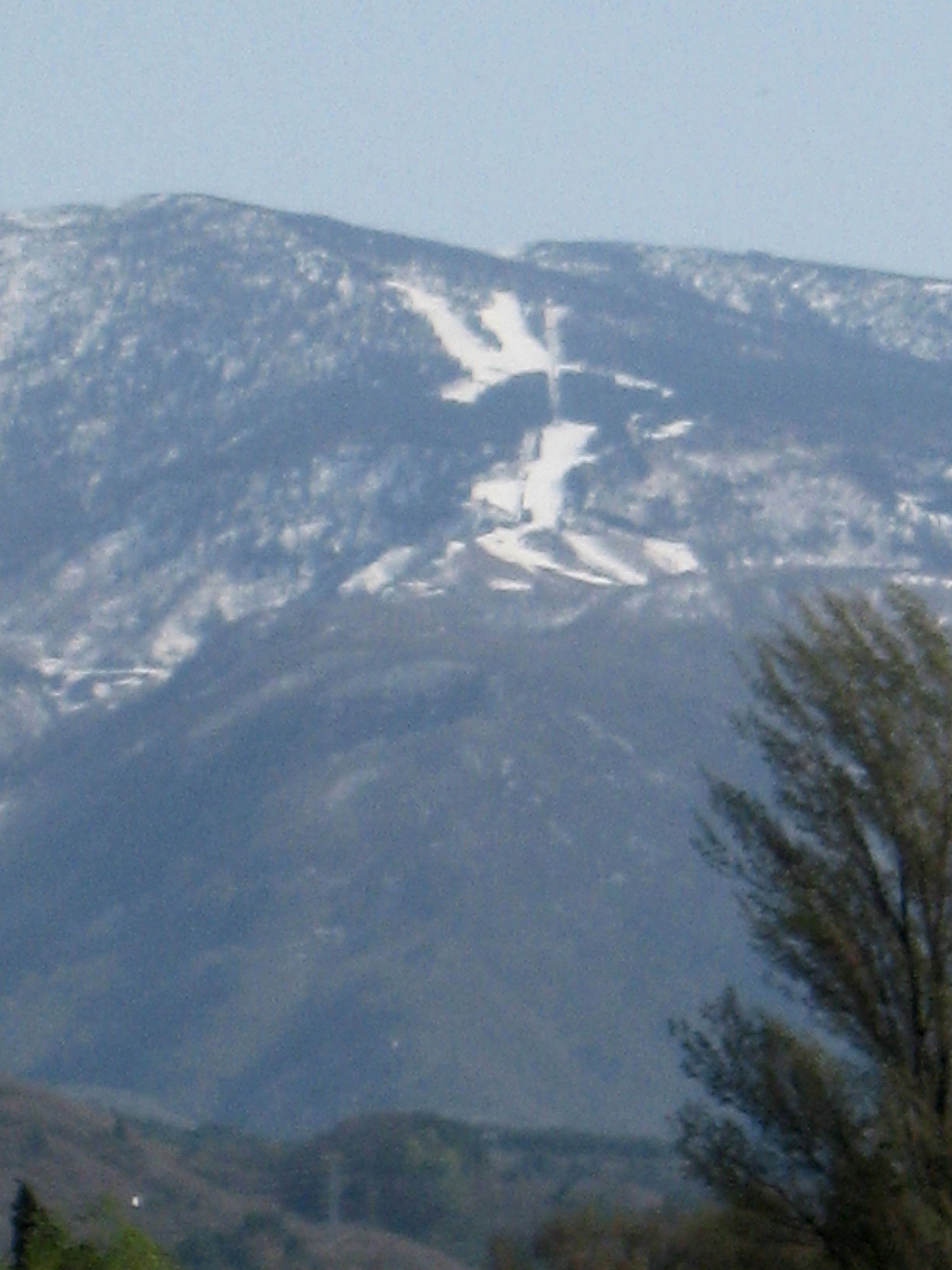
吾妻山腹の「白馬の騎士」（天元台スキー場）2010年5月

- 遠山覚範寺跡（伊達政宗が父伊達輝宗を弔うため建てた寺跡）
- 直江石堤（直江兼続が米沢を洪水から守るために松川の現在の米沢市大字赤崩に築堤）
- 滑川大滝（日本の滝百選）
- 宮坂考古館
- 上杉城史苑
- 一ノ坂遺跡
- 古志田東遺跡
- 延徳寺遺跡
- 戸塚山古墳
- 白馬の騎士（天元台スキーの雪形）
- 草木塔
- 置賜民俗資料館
- 戦争資料館
- 笹野観音堂（置賜三十三箇所観音霊場19番札所[13]）

参照：城下町ふらり歴史探訪

### 土産・名産品
- 米沢牛
- 笹野一刀彫（おたかぽっぽ等）
- うまいたれ（平山孫兵衛商店）
- カクリキ味噌（株式会社花角味噌醸造）
- 米沢紬
- 日本酒：雅山流（新藤酒造店）、東光（小嶋総本店）

## 悪臭問題
2008年（平成20年）12月、市南部の南原地区内の堆肥製造事業所と養豚事業所が原因とされる悪臭が市街地まで達し、多くの苦情が発生した。このため、米沢市議会に特別委員会が設置された。
2014年（平成26年）3月時点で苦情はほぼない状態となっており、特別委員会では「解決まであと一歩」と報告されている。しかし、隣接する住宅への悪臭はいまだ解決されていないため、現在は堆肥製造事業所の業態転換と養豚事業所の移転実現へ向けた市と県の支援と指導が続いている。

## 著名な出身者

### 政官界
- 雲井龍雄（幕末志士・集議院議員）
- 平田東助（政治家）
- 宇佐美勝夫（元東京府知事、元富山県知事、貴族院議員）
- 池田成彬（政治家）
- 小田切万寿之助（外交官）
- 黒金泰美（政治家、官房長官）
- 木村武雄（政治家、建設大臣）
- 遠藤武彦（政治家、農林水産大臣）
- 登坂又蔵（政治家、米沢市長）

### 武士
- 石川昭光（武将）
- 伊達政宗（武将、戦国大名）
- 支倉常長（武将、慶長遣欧使節副使）
- 原元辰（赤穂四十七士）

### 軍人
- 小森沢長政（海軍法務官、米沢海軍の祖）
- 宮下健一郎（陸軍軍人、陸軍中将）
- 中島鉄蔵（陸軍軍人、陸軍中将、陸軍参謀次長）
- 山下源太郎（海軍軍人、海軍大将、第9代・第10代連合艦隊司令長官）
- 南雲忠一（海軍軍人、海軍大将）
- 下村正助（海軍軍人、海軍中将）
- 小林仁（海軍軍人、海軍中将）
- 小田切延寿（海軍軍人、海軍機関大佐）
- 南雲憲一郎（航空自衛官、空将、統合作戦司令官）
- 浅間義雄（陸軍司政長官）
- 阿部弘毅（海軍中将）
- 片桐英吉（海軍中将）

### 財界
- 石塚庸三（実業家）

### 学界
- 伊東忠太（建築家）
- 保科孝一（国語学者）
- 西野忠次郎（医学者）
- 我妻榮（民法学者）
- 大熊信行（評論家、経済学者、歌人）
- 本間久雄（英文学者、国文学者）
- 高橋里美（哲学者）
- 矢野仁一（東洋史学者）
- 江口勝彦（理学療法士）
- 志田晃一（医学物理士、元つくば国際大学専任講師）
- 寺沢寛一（理論物理学者）

### 報道
- 河上清（ジャーナリスト）
- 牛嶋俊明（アナウンサー、岡山エフエム放送）
- 黒田賢 (NHKアナウンサー)

### 文化
- 細江 英公（写真家）
- 大橋乙羽（小説家・編集者）
- 宮島大八（書家）
- 本間国生（日本画家）
- ますむらひろし（漫画家）
- ラズウェル細木（漫画家）
- 針重敬喜（編集者・テニス選手）
- 相田幸二（料理研究家）
- 鈴木由紀子（作家）

### その他
- 田中信生（牧師）
- 井上治（プロレスラー）
- 皆川睦雄（野球選手）
- 伴淳三郎（俳優）
- 眞島秀和（俳優）
- あき竹城（女優）
- 華村あすか（女優、グラビアアイドル）
- 山形英夫（歌手）
- 田島由紀子（音楽家、BARGAINSボーカル）
- 平塚千瑛 （タレント、グラビアアイドル）